# La Journée
Pour plus de détails, voir Fiche technique et Distribution.
La Journée est un documentaire français, réalisé par Avril Tembouret, sorti en 2017.

## Fiche technique
- Titre original : La Journée
- Réalisation et scénario : Avril Tembouret
- Directeur de la photographie : Avril Tembouret
- Montage image : Maxime Cappello
- Musique originale : Xavier Roux
- Son direct : Charles Linmer
- Mixage : Thomas Fourel
- Production : Kanari Films (France), Delastre Films (France), Editions Glénat
- Production déléguée : Laurent Segal
- Pays d'origine :  France
- Langue : français
- Genre : documentaire
- Durée : 35 minutes

## Liste des intervenants
- François Boucq

## Sélection festivalières
- FIBD 2018, Angoulême, janvier 2018 (Première),
- Pulp Festival, La Ferme du Buisson, avril 2018
- Le Rayon vert, 7e Festival Bd et Imaginaires, Thionville, mai 2018
- BD6né, Paris, juin 2018
- Brussel Comic Strip Festival, Bruxelles, septembre 2018
- BdBOUM, Blois, novembre 2018
- SoBD, Paris, décembre 2018
- Festival des 5 Continents, Ferney-Voltaire, mai 2019
- Bande de Bulles, Saint Léonard de Noblat, juin 2019
- François Boucq - Des cases à la toile, Mantes la Jolie, septembre 2019